# Kontor

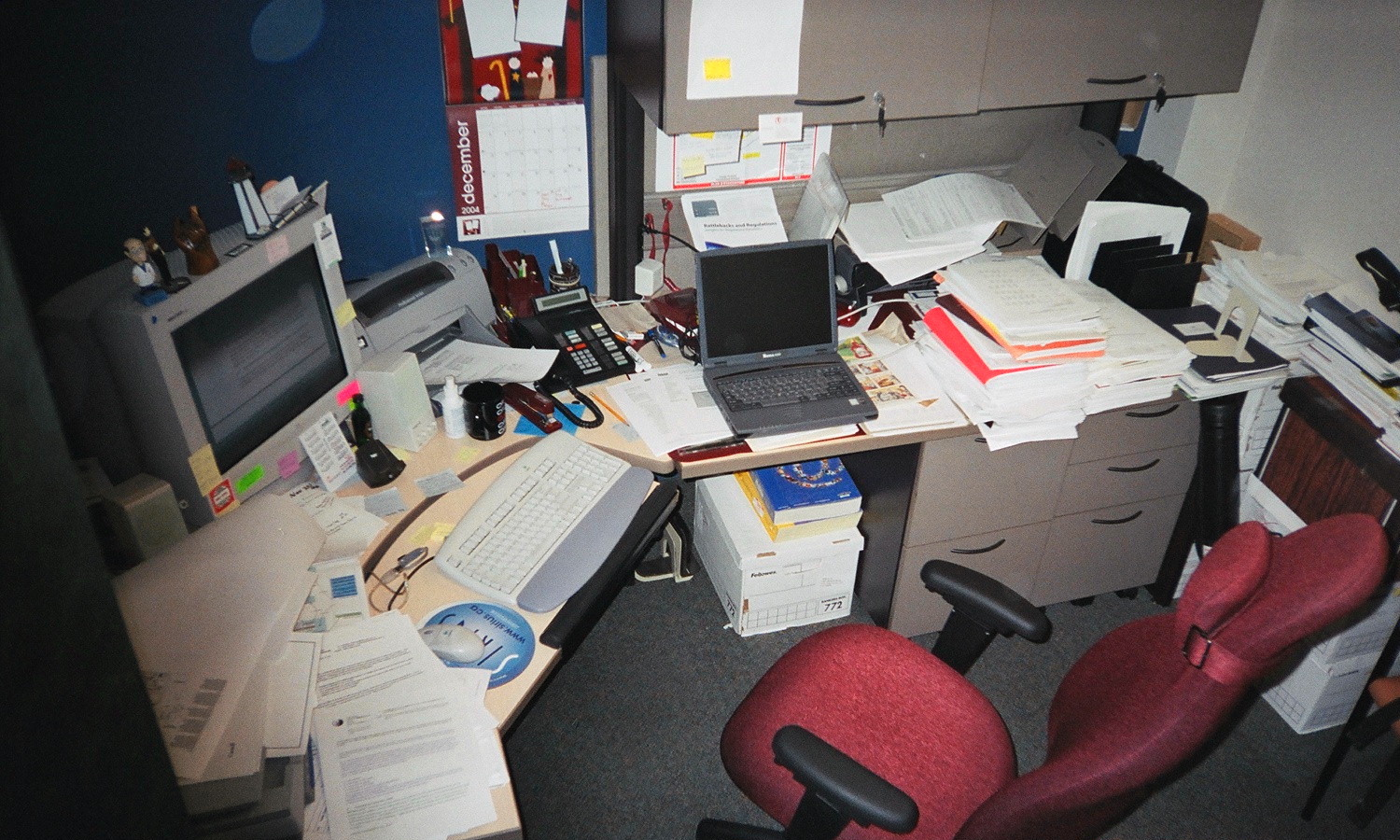
Ett skrivbord på ett kontor, 2005.

Ett kontor är en plats avsedd för skrivbordsarbete, till exempel administrationen i företag och föreningar. Affärskontors utseende kan variera mycket, från små hemmakontor för enmansföretaget, till stora kontorslandskap med tusentals anställda. 
Kontor används även för åtskilliga ämbetsverk och institutioner, till exempel Statskontoret. Kontor kan även vara en avdelning inom ett ämbetsverk, en expeditionslokal, till exempel ett biljettkontor eller ett förvaringsrum (vindskontor). 

## Namnet

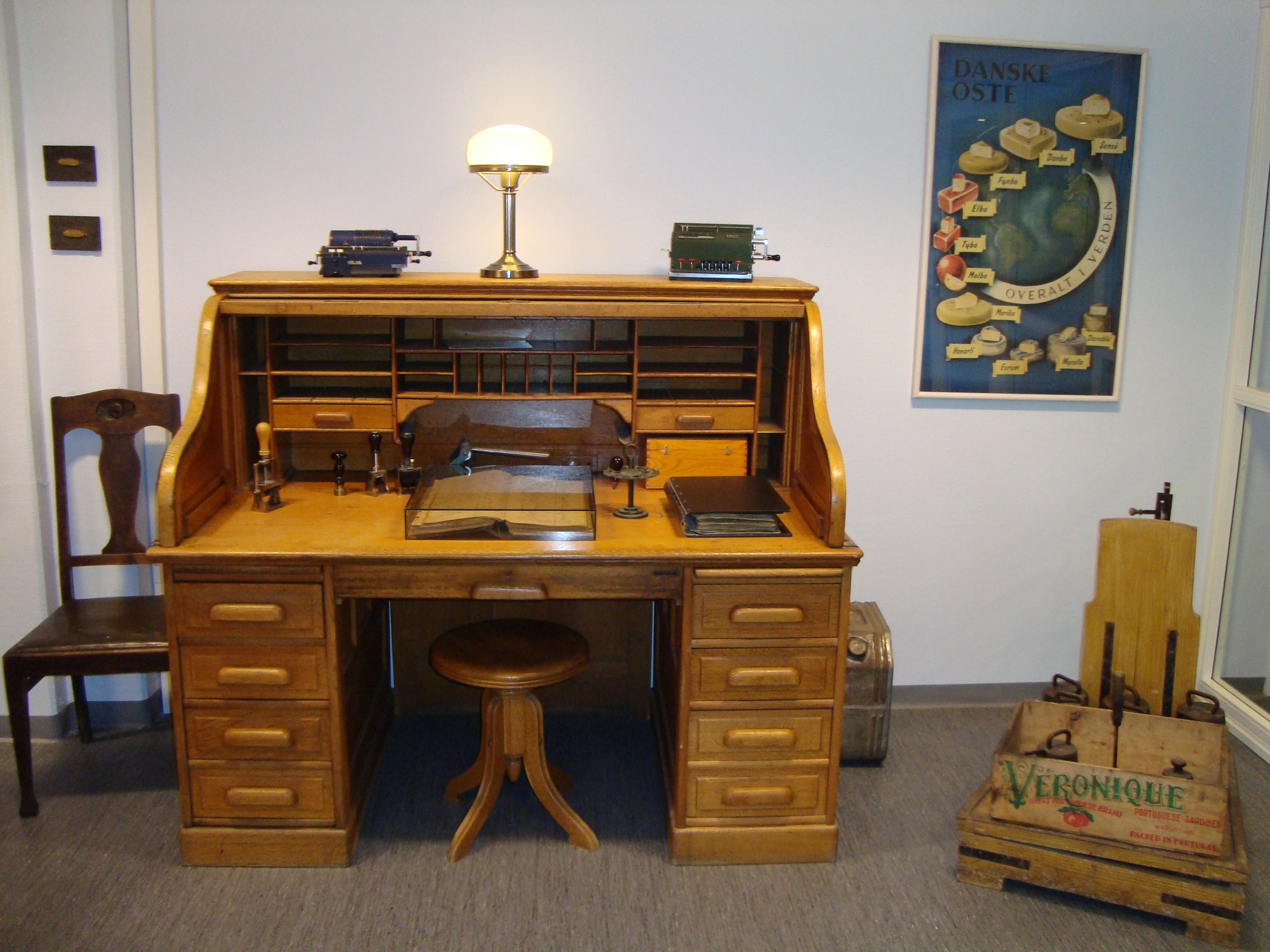
Bevarade kontorsföremål från en livsmedelsgrossist.
På golvet en decimalvåg med vikter i tidstypisk låda för tomater.
Ovanpå bordet två "räknesnurror", typ Original-Odhner. Den till vänster med spakar för sifferinställningen; till höger en senare modell med tangenter för sifferinställningen.
Själva bordet är ett schatull, innebärande att en jalusi kan dras ned från överkanten, löpande i gavlarnas spår, och till slut låsas mot bordet.

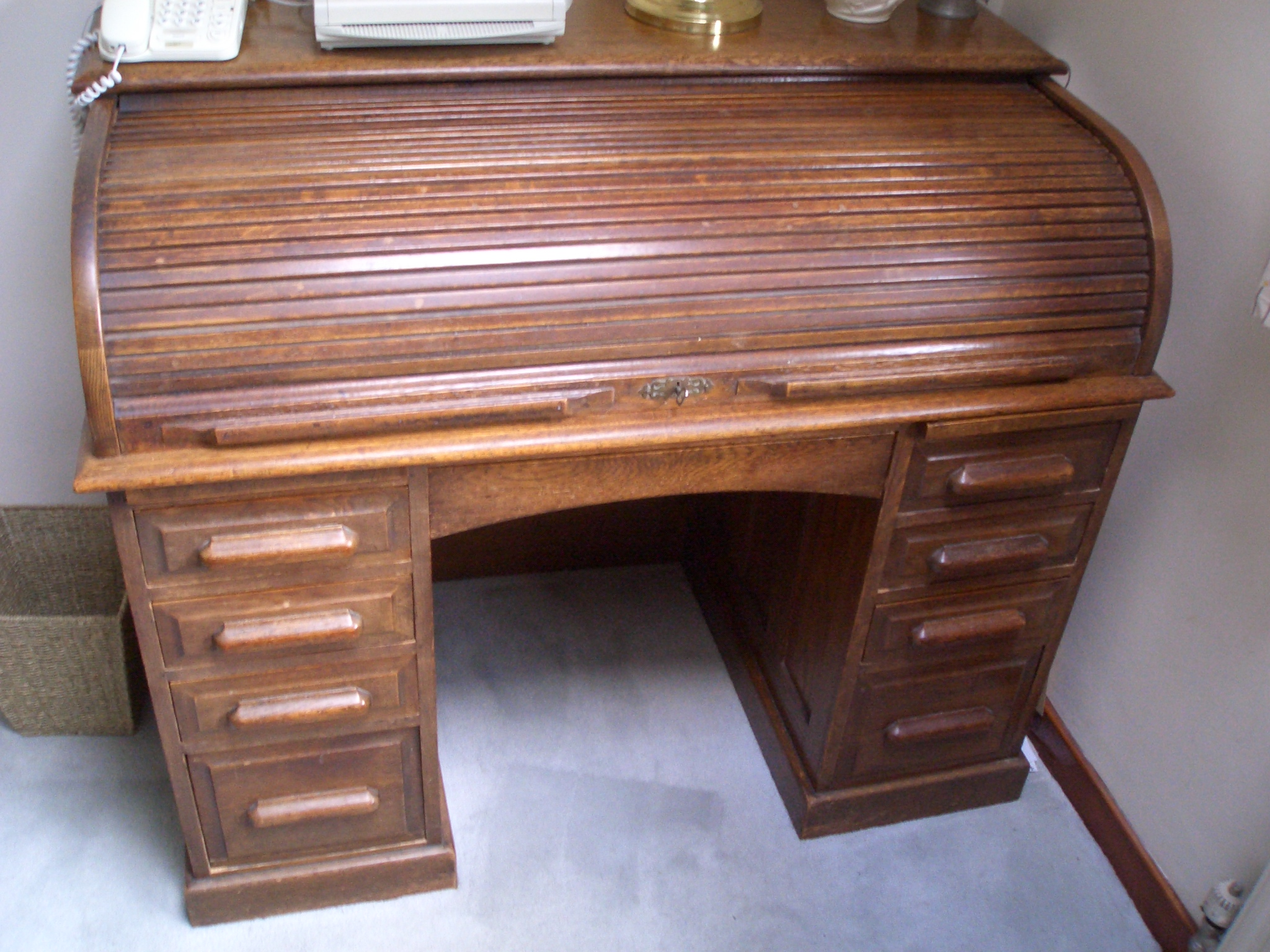
Ett stängt "rullskrivbord".

Ordet kontor är bildat av franskans comptoir, med den ursprungliga betydelsen av räknebord. Det franska ordet kommer i sin tur av det latinska computare; beräkna. I svenskan har ordet haft många olika stavningar sedan det på 1500-talet togs i bruk; konthoor, contor, kantor, cuntor, conthoire, comptour och contoir. Under äldre tider har ordet även haft betydelsen av skrin, schatull, kista och kabinettskåp. Ordet är belagt i svenska språket sedan 1641.
Uttrycket "att bära kontoret på fickan" var förr mycket vanligt, och det var affärsmannen Sturzen-Becker som uppfann uttrycket på 1860-talet.

## Företagets hjärna
Kontoret utgör företagets eller myndighetens hjärna, där sköts bokföring, avtal, handläggning, korrespondens och arkivering.
Genom att ordna kontorsarbetet på ett rationellt sätt kan företaget effektiviseras och vinsten ökas. Kontoret är ingen producerande enhet, på kontoret sköts administrationen av företaget eller myndigheten. Hur administrationen sköts regleras genom olika lagar, till exempel aktiebolagslagen, bokföringslagen och när det gäller myndigheter, det direktiv som gäller för myndigheten i fråga.

## Myndigheter
När det gäller myndigheter arbetar de enligt offentlighetsprincipen, till exempel skall inkommande post diarieföras, arbetet är i princip transparent, det vill säga det är klart utsagt vilka regler som gäller för verksamheten, och besluten är offentliga. Myndigheter har också en skyldighet att svara på brev.

## Företag
Administrationen på ett företags kontor innebär tecknandet av avtal och kontrakt i olika affärsförbindelser, intäkter och utgifter skall bokföras, anställdas löner, arbetsgivaravgifter, moms och andra avgifter skall betalas.

## Kontorsarbete
Kontorsarbetet innebär att avtal, kontrakt och olika skrivelser upprättas, korrespondens skickas och tas emot, utredningar och handläggningar av olika ärenden görs, ansökningar behandlas, protokoll förs, olika underlag och handlingar registreras och kopieras. Arkiv upprättas, underhålls och rensas.
Frågor internt och externt besvaras, meddelanden skickas, tas emot och vidarebefordras, inköp av olika förbrukningsmaterial handhas, brev, promemorior, utredningar, skrivelser, protokoll och minnesanteckningar skrivs, kopieras, registreras och distribueras, register förs, handlingar sorteras och arkiveras.
Möten och sammanträden hålls, besökare tas emot, kanske registreras, frågeställningar besvaras, beslut fattas, ansvar delegeras, tjänsteförrättningar utförs, post skickas och tas emot internt och externt. Brev och paket vägs och frankeras, handlingar masskopieras, adresslistor och utsändningslistor ajourhålls, försändelser och cirkulär distribueras. Papper hålslås och sätts in i gaffelpärmar, papper slängs i papperskorgar och containrar.
Telefonsamtal förs från fasta telefoner eller mobila enheter, samtal fördelas på kundtjänst och handläggare, telefonmeddelanden spelas in, fax skickas, epost skickas till enskilda, efter utsändningslistor eller massdistribueras på olika mottagargrupper.
Korta rökpauser görs i rökkuren (eller numera ofta på gatan), fikapauser tas på morgonen och på eftermiddagen, personal med jourtjänst har andra arbetsscheman. Lunchrasten är ofta en timme, en del i personalen har egen mat med sig som man värmer i företagets mikrovågsugnar (tidigare var speciella värmeskåp vanliga). Många företag tillämpar flextid. Vissa företag använder stämpelkort. Vill man inte ha kaffe kan man hämta vatten i vattenautomaten.

## Kontorets rumsliga organisation
På 1990-talet dominerade cellkontor, med ett rum på i genomsnitt 25 kvadratmeter för varje anställd. Det kompletterats med olika varianter, från den enkla lösningar att låta två eller flera anställda dela rum till kontorslandskapet som kan utformas i olika storlekar.
Cellkontor har sedermera fått allt mindre plats på kontorsmarknaden och ersatts av mer yteffektiva lösningar såsom aktivitetsbaserade kontor, öppna kontorslandskap samt coworking och kontorshotell där företag delar gemensamma utrymmen. 
En av dessa yteffektiva lösningar är co-working som uppstått, vilket lett till att arbetsytan minskat till ungefär 10 kvadratmeter per person. Enligt marknadsplatsen och coworkingrådgivaren yta.se räcker det med 3-5 kvadratmeter kontorsyta per anställd om man hyr kontorsrum på co-working space. Anledningen till detta, menar de, är att man endast hyr den faktiska arbetsytan som behövs för själva arbetsplatsen eller arbetsplatserna. Allt utöver det - såsom korridorer, pentry, WC, mötesrum, elcentraler och annat som ett kontor kräver,  delas med andra hyresgäster. 
I flexkontoret har de anställda inte någon fast arbetsplats utan organisationen av rummen anpassas efter till exempel de projekt man arbetar med. Ytterligare en variant som skulle kunna kalla hurtskontoret, där de anställda har sitt kontorsmateriel i en hurts, som "körs ut" till den plats i kontorslandskapet som är ledig och där man avser att arbeta.

## Kontorsanställda
De kontorsanställda har haft olika yrkestitlar genom tiderna: skrivare, bokhållare, kammarskrivare, kontorsskrivare, kontorist, sekreterare, kanslist etcetera, något beroende på arbetets innehåll och verksamhet.
Kända öknamn för en kontorsanställd är kontorsråtta och manschettarbetare.

## Typiska kontorsmaskiner
- Skrivmaskin
- Kopiator
- Fax
- Dator (plus olika tillbehör, beroende på verksamhet)
- Skrivare
- Räknemaskiner
- Dokumentförstörare
- Adresseringsmaskin
- Frankeringsmaskin
- Diktafon

## Affärshandlingar
- Dagbok
- Kassabok
- Kundreskontra
- Leverantörsreskontra
- Handelsböcker
- Kassaverifikationer
- Fakturor

Övriga handlingar
- Blanketter

## Utensilier
- Hålslag
- Häftapparat
- Tejp
- Gem
- Sax
- Stämplar

## Vanliga enheter
- verkställande direktör
- personalavdelning
- vaktmästeri (inkluderar oftast posthantering)
- inköp
- reception
- telefonväxel

Inom företaget finns oftast också 
- produktionsenheter (inom kontorsvärlden kan detta innebära handläggning av ärenden)
- marknadsavdelning
- försäljningsavdelning

## Kulturyttringar vilka berör kontor
- Dilbert
- The Office